# Roorback
Roorback è il nono album dei Sepultura, pubblicato nel 2003. Fu la prima uscita tramite SPV GmbH. Anche Roorback, così come gli altri dischi con Derrick Green alla voce, non ricevette buone critiche, ma riuscì finalmente a vendere un considerevole numero di copie.

## Tracce
1. Come Back Alive – 3:06
2. Godless – 4:22
3. Apes of God – 3:36
4. More of the Same – 4:00
5. Urge – 3:17
6. Corrupted – 2:33
7. As It Is – 4:26
8. Mind War – 3:00
9. Leech – 2:24
10. The Rift – 2:57
11. Bottomed Out – 4:35
12. Activist – 1:54
13. Outro – 11:40
14. Bullet the Blue Sky (bonus, cover U2) – 4:31

### Curiosità
- In realtà il brano Outro dura 1:23. Seguono 7 minuti di silenzio (1:23 - 8:23), dopodiché inizia una ghost track senza titolo.

## Formazione
- Andreas Kisser - chitarra
- Derrick Green - voce, chitarra
- Igor Cavalera - batteria
- Paulo Jr. - basso